# ザ・ビッグデー
『新日鉄アワー ザ・ビッグデー』（しんにってつアワー ザ・ビッグデー）は、1982年10月3日から1986年4月20日までTBS系列局で放送されていた毎日放送製作の教養番組である。毎日放送と岩波映画の共同製作。新日鐵グループの単独提供。放送時間は毎週日曜 10:30 - 11:00 （日本標準時）。

## 概要
『新日鉄アワー』の第2弾。毎回科学・人物・歴史などの話題を、矢島正明と西依ちづるのナレーションと各界著名人のリポートで伝えていた。
オープニングテーマは、放送開始当初は谷村新司作曲のインストゥルメンタル曲で、その後、アントン・ブルックナー作曲の「交響曲第8番」第4楽章（指揮：カール・ベーム、演奏：ウィーン・フィルハーモニー管弦楽団）の冒頭部分に変更された。
本番組も前番組『生きものばんざい』と同様に放送番組センターの配給番組となり、独立局などで再放送されていた。

## 採り上げた主な事柄
- 嘉納治五郎
- 島村抱月と松井須磨子
- 宝暦治水事件
- 青の洞門
- 能代海岸防砂林
- 琵琶湖疏水
- 箱根用水
- 荻村伊智朗
- 日本山岳会第三次マナスル登山隊
- ベルリンオリンピックにおける写真のファクシミリによる画像電送

ほか
| TBS系列 日曜10:30枠                                            | TBS系列 日曜10:30枠                                           | TBS系列 日曜10:30枠                                             |
| 前番組                                                         | 番組名                                                        | 次番組                                                          |
| -------------------------------------------------------------- | ------------------------------------------------------------- | --------------------------------------------------------------- |
| 新日鉄アワー 生きものばんざい （1975年4月6日 - 1982年9月26日） | 新日鉄アワー ザ・ビッグデー （1982年10月3日 - 1986年4月20日） | 新日鉄アワー ふれあい自然列島 （1986年4月27日 - 1987年9月20日） |